# Urolophus piperatus
Urolophus piperatus е вид хрущялна риба от семейство Urolophidae.

## Разпространение
Видът е разпространен в Австралия (Коралови острови и Куинсланд).